# NGC 1585
NGC 1585 é uma galáxia espiral (Sc) localizada na direcção da constelação de Caelum. Possui uma declinação de -42° 09' 54" e uma ascensão recta de 4 horas, 27 minutos e 33,0 segundos.
A galáxia NGC 1585 foi descoberta em 6 de Dezembro de 1834 por John Herschel.